# خط طول 125° غرب
خط طول 125° غرب هو أحد خطوط الطول الجغرافية، والتي تمتد من القطب الشمالي الجغرافي إلى القطب الجنوبي الجغرافي، وحسب التحويل الزمني يتأخر خط طول 125° غرب عن خط غرينتش بـ8 ساعات و20 دقيقة.

## من القطب إلى القطب
ينطلق خط طول 125° غرب من القطب الشمالي نحو القطب الجنوبي مرورا بالمناطق التي ترد في الجدول التالي:
| الإحداثيات                           | البلد أو الإقليم أو البحر | ملاحظات |
| ------------------------------------ | ------------------------- | --- |
| 90°0′N 125°0′W / 90.000°N 125.000°W  | المحيط المتجمد الشمالي    | |
| 76°1′N 125°0′W / 76.017°N 125.000°W  | بحر بيوفورت               | |
| 72°52′N 125°0′W / 72.867°N 125.000°W | كندا                      | الأقاليم الشمالية الغربية — جزيرة بانكس |
| 71°53′N 125°0′W / 71.883°N 125.000°W | خليج أموندسن              | |
| 70°11′N 125°0′W / 70.183°N 125.000°W | كندا                      | الأقاليم الشمالية الغربية — مرورا عبر the بحيرة الدب العظيم يوكون (إقليم) — من 60°51′N 125°0′W / 60.850°N 125.000°W كولومبيا البريطانية — من 60°0′N 125°0′W / 60.000°N 125.000°W, the mainland, Raza Island و Cortes Island |
| 50°5′N 125°0′W / 50.083°N 125.000°W  | مضيق جورجيا               | |
| 49°48′N 125°0′W / 49.800°N 125.000°W | كندا                      | كولومبيا البريطانية — جزيرة فانكوفر, through كورتيناي (كولومبيا البريطانية) |
| 48°42′N 125°0′W / 48.700°N 125.000°W | المحيط الهادئ             | مرورا بغرب Cape Alava, واشنطن (ولاية), الولايات المتحدة (في 48°10′N 124°44′W / 48.167°N 124.733°W) |
| 60°0′S 125°0′W / 60.000°S 125.000°W  | المحيط الجنوبي            | |
| 73°17′S 125°0′W / 73.283°S 125.000°W | القارة القطبية الجنوبية   | المطالب الإقليمية بالقارة القطبية الجنوبية |